# S-Fマガジン
『S-Fマガジン』（エスエフマガジン）は、早川書房が発行しているサイエンス・フィクション専門の雑誌。偶数月25日発売。通称はハイフン抜きの「SFマガジン」。SF界では単に「マガジン」と呼称される。ハードSFなど狭義のSFの他、ファンタジーや奇想小説・奇妙な味の作品、漫画作品なども積極的に掲載している。

## 沿革・概要
1959年（昭和34年）12月25日、『S-Fマガジン』創刊号（1960年2月号）が発売。アメリカ合衆国のSFとファンタジーの専門誌『ファンタジイ・アンド・サイエンス・フィクション』誌と提携する形で創刊された（のちに、1962年2月号から提携とりやめ）。月刊誌としてスタートした。当時、SF小説を出版するとその出版社は倒産するというジンクスがもっぱら出版界で語られた時代での創刊だった。初代編集長として福島正実が創刊にあたった。
創刊号では、ロバート・シェクリイ『危険の報酬』、フィリップ・K・ディック『探検隊帰る』、アイザック・アシモフ『やがて明ける夜』、アーサー・C・クラーク『太陽系最後の日』、レイ・ブラッドベリ『七年に一度の夏』等を掲載している。
日本人作家特集を刊行したが、いまだ日本のSF作家が存在しない時代だったため、佐野洋、高橋泰邦など既存の推理作家に原稿を依頼したばかりでなく初代編集長の福島みずから執筆している。
1961年（昭和36年）には新人発掘のために第1回空想科学小説コンテスト（後にハヤカワSFコンテストと改称）を開催。
1966年（昭和41年）には『ギャラクシー・サイエンス・フィクション』と特約を結び、同誌が休刊した1969年には姉妹雑誌の『イフ』と特約した。
1968年12月25日に発行された1969年2月号の特集をきっかけとして「覆面座談会事件」が発生。福島は1969年5月末をもって早川書房編集部長およびSFマガジン編集長を辞任した。南山宏が2代目編集長として跡を継いだ。
1989年から1991年の間、増刊号として若年層向けの『小説ハヤカワHi!』を季刊で刊行したが、これらの増刊号も通巻号数には含まれる。
2015年4月号（2月発売）以降は隔月刊化され、偶数月25日の発売となる。
2015年1月24日、隔月化に伴う企画として『SFマガジン』cakes版が無料配信。

## 歴代編集長
| 代   | 氏名     | 就任         | 退任         |                                  |
| ---- | -------- | ------------ | ------------ | -------------------------------- |
| 初代 | 福島正実 | 1960年2月号  | 1969年       | 覆面座談会事件による引責辞任     |
| 2代  | 森優     | 1969年       | 1974年       |                                  |
| 3代  | 長島良三 | 1974年       | 1975年       | 『ミステリマガジン』編集長と兼務 |
| 4代  | 倉橋卓   |              |              |                                  |
| 5代  | 早川浩   |              |              |                                  |
| 6代  | 今岡清   | 1979年       | 1991年       |                                  |
| 7代  | 阿部毅   | 1991年       | 1996年10月号 |                                  |
| 8代  | 塩澤快浩 | 1996年11月号 | 2009年3月号  |                                  |
| 9代  | 清水直樹 | 2009年4月号  | 2010年9月号  |                                  |
| 10代 | 塩澤快浩 | 2010年10月号 | 2021年11月号 | 再任                             |
| 11代 | 溝口力丸 | 2021年12月号 | 現職         |                                  |

## 近年の主な執筆者
- 神林長平
- 冲方丁
- 夢枕獏
- 椎名誠
- 藤井太洋
- 酉島伝法
- 上遠野浩平
- 宮崎夏次系
- 小川一水
- 菅浩江
- 谷甲州

## 執筆したことのある主な作家
- 星新一
- 小松左京：太陽風交点事件以降は事実上の絶縁状態にあった
- 安部公房
- 石川喬司：「SFでてくたあ」を連載
- 矢野徹
- 筒井康隆
- 眉村卓
- 光瀬龍
- 石原藤夫
- 今日泊亜蘭：初代編集長・福島と不仲だったため、書き出したのは福島退任後
- 豊田有恒
- 平井和正
- 半村良
- 草上仁
- 火浦功
- 岬兄悟
- 大伴昌司
- 手塚治虫
- 松本零士
- 藤子不二雄：執筆を担当したのは藤本弘
- 新井素子
- 吾妻ひでお
- 石ノ森章太郎
- 天野嘉孝
- 野田昌宏
- 栗本薫
- 山田正紀
- 横田順彌
- スタジオぬえ
- 伊藤計劃

## 誌上をめぐる騒動
- 覆面座談会事件 - 福島が退社する原因になった。

## その他
- 海洋研究開発機構地球情報研究センターで既刊本の収集が行われている[8]。